# Ažuožeriai
Ažuožeriai – wieś na Litwie, w okręgu uciańskim, w rejonie oniksztyńskim.
Według danych ze spisu powszechnego w 2001 roku we wsi mieszkały 452 osoby. Według danych z 2011 roku wieś była zamieszkiwana przez 383 osoby – 213 kobiet i 170 mężczyzn.